# Флоренсов, Николай Александрович
Николай Александрович Флоренсов (15 [28] января 1909, Киев — 21 апреля 1986, Иркутск) — советский геолог, доктор геолого-минералогических наук, профессор Иркутского госуниверситета, член-корреспондент Академии наук СССР. Основатель сибирской школы неотектоники и геоморфологии.
В 1949—1953 директор Института геологии Восточно-Сибирского филиала АН СССР.

## Биография
Н. А. Флоренсов родился в Киеве. Когда ему не было года, семья переехала в Иркутск. Отец Николая Александровича работал в Иркутске заведующим Медведниковской больницей (ныне санаторий «Ангара»). Мать будущего ученого также была врачом.
В 1917 году Николай Александрович поступает в первый класс гимназии. Значительную часть времени он вынужден был заниматься дома, но все же сумел поступить в Иркутсткий государственный университет. В 1936 году окончил геолого-географический факультет ИГУ. В 16 лет благодаря глубоким знаниям и успешной учёбе Николай Александрович уже был действительным членом Восточно-Сибирского отдела Географического общества СССР. Его встреча с геологией произошла, когда он работал в составе одного из полевых отрядов Иркутского института «Гинзолото», позже переименованного в «Иргиредмет». С тех пор она заинтересовала его на всю жизнь, хотя по его собственному признанию «„непреднамеренно“ и „не очень подходила по физическому здоровью и гуманитарному направлению характера“»..
В 1937—1947 годах — ассистент, старший преподаватель, доцент, заведующий кафедрой динамической геологии ИГУ. Читал лекции по общей геологии, динамической геологии и геоморфологии. Одновременно Н. А. Флоренсов — старший геолог Сибирского треста нерудных ископаемых Народного комиссариата промышленности строительных материалов (1941—1944), главный геолог Восточно-Сибирского геологического управления Мингео (1945—1947).
В 1949—1953 годах — директор Института геологии Восточно-Сибирского филиала АН СССР (в 1957 переименован в Восточно-Сибирский геологический институт СО АН СССР, с 1962 года — Институт земной коры СО АН СССР, с 1992 года — Институт земной коры СО РАН). Руководил изучением Мондинского (1950) и Гоби-Алтайского (1957) землетрясений, исследовал мезозойские и кайнозойские впадины Прибайкалья и Забайкалья, историю развития рельефа Сибири, сейсмичность, геоморфологию и неотектонику Монголии, предложил современную концепцию рифтогенного происхождения котловины озера Байкал. Результаты этих исследований вошли в книгу Н. А. Флоренсова и В. П. Солоненко «Гоби-Алтайское землетрясение», которая была опубликована в 1963 году.
С 1958 года — профессор, заведующий кафедрой ИГУ. Возглавлял отдел региональной геологии (1952—1959), лабораторию тектоники и структурной геологии в Институте земной коры (1959—1972), работал заместителем директора Лимнологического института СО АН СССР (с 1977 по 1980). В 1980—1986 годах — старший научный сотрудник-консультант Института земной коры СО АН СССР.
Защитил докторскую диссертацию на тему «Мезо-кайнозойские впадины Южного Прибайкалья», основанную на анализе проблемы межгорных впадин Западного и Центрального Забайкалья. Ученое звание профессора присвоено в 1956 году. Член-корреспондент АН СССР (1960). Член ВАК (1965), Пленума ВАК (1970), председатель Сибирской секции Геоморфологической комиссии при Отделении океанологии, физики атмосферы и географии АН (1971), председатель Байкальской региональной секции Научного совета по комплексному изучению коры и верхней мантии Земли при Отделении геологии, геофизики, геохимии и горных наук АН (1970).
С середины 1960-х годов Н. А. Флоренсов начал работать над многотомной (15 томов) серией монографии «История развития рельефа Сибири и Дальнего Востока». Под его руководством шла исследовательская и авторская работа в Институте земной коры СО АН СССР над двумя восточно-сибирскими региональными томами — «Плоскогорья и низменности Восточной Сибири» (1971 г., ответственный исполнитель — О. М. Адаменко) и «Нагорья Прибайкалья и Забайкалья» (1974 г., ответственный исполнитель — Н. А. Логачёв). В 1978 году издание многотомника было удостоено Государственной премии СССР в области науки.
В 1970-е годы Н. А. Флоренсов продолжил изучение сейсмичности, геоморфологии и неотектоники Монголии в составе созданной в 1968 году советско-монгольской геологической экспедиции. Работа в экспедиции после работ в Туве, Прибайкалье, Забайкалье и Монголии дала к середине 1970-х годов совокупность очерков для книги «Проблемы эндогенного рельефообразования» — одного из двух заключительных томов серии «История развития рельефа Сибири и Дальнего Востока». В 1978 году вышла в свет книга «Очерки структурной геоморфологии» под редакцией Н. А. Флоренсова.
В 1973 году Н. А. Флоренсов перешел в Лимнологический институт СО АН СССР. Он оставался членом Ученого совета института и научным руководителем некоторых разделов плана НИР, а также членом специализированного совета по защитам докторских диссертаций, продолжал интенсивную работу над завершающими томами 15-томной серии «История развития рельефа Сибири и Дальнего Востока».
Помимо геологии, увлекался античной историей и мифологией, незадолго до смерти подготовил к печати научно-популярную книгу «Троянская война и поэмы Гомера», опубликованную в 1991 году по инициативе и при поддержке его друзей и коллег.
Был женат на Вере Ивановне Беликовой, дочери арестованного в 1937 году в Красноярске бывшего белого офицера Ивана Ивановича Беликова, перебравшегося после освобождения в Иркутск. Имел 2 дочерей. Жена позже вышла замуж повторно и переехала во Владивосток.
Николай Александрович Флоренский скончался в Москве 21 апреля 1986 после тяжелой продолжительной болезни. Похоронен ученый на Кунцевском кладбище столицы.

## Научная школа Н. А. Флоренсова
К основным научным результатам деятельности Н. А. Флоренсова и его научной школы можно отнести: создание теории геоморфологии (идеи о геоморфологических формациях и литодинамических потоках), методологии палеосейсмогеологического анализа; региональные обобщения о рельефе и новейшей тектонике юга Восточной Сибири, Забайкалья и Монголии. Особо следует отметить разработку представлений о механизмах новейшего горообразования «Развитие рельефа Сибири и Дальнего Востока», одним из главных идейных руководителем которой был Н. А. Флоренсов.
На рубеже веков научная школа Н. А. Флоренсова продолжила неформальное функционирование. В первом направлении была предложена общая теоретическая конструкция тектонического анализа рельефа земной поверхности: определение неотектоники и её понятийно-терминологическая система, методы исследований и в особенности приемы картографического анализа, разработка моделей механизмов горообразования, как бы «наращивающая» представления об остаточно-глыбовом (байкальском) и сводово-глыбовом (гобийском) механизмах новейшего орогенеза, предложенных Н. А. Флоренсовым. Это направление исследований было продолжено монографическими обобщениями по теоретической геоморфологии и геологии. Второе направление исследований — изучение Байкальской рифтовой зоны и сопредельных районов. Выполнено обстоятельное монографическое исследование современной морфолитодинамики Байкала и других суходольных рифтов и их горного обрамления, опирающееся на многолетние наблюдения на реперах и полигонах. Выполнено исследование по структуре горных поясов континентов и симметрии (порядка) в структуре планетарного рельефа Земли, рельефа геоида. На базе сопоставления геоморфологических материалов и результатов планетарной сейсмической томографии предложена гипотеза о глобальной морфогеодинамике нашей планеты: Земля относительно сжимается в северном полушарии и расширяется в южном, а выравнивание её фигуры обеспечивается благодаря ротационным процессам.

## Награды, премии, почётные звания
Лауреат Государственной премии СССР (1978). Заслуженный деятель науки и техники Бурятской АССР (1959). Награждён двумя орденами Трудового Красного Знамени (1963, 1975), орденами Октябрьской Революции (1979), орденом «Знак Почёта» (1961) и медалями СССР и МНР. Награды МНР — орден «Найрамдал» (Дружба, 1974).

## Память
Память о Николае Александровиче Флоренсове увековечена в названии нового минерала (флоренсовит), открытого сотрудниками Института земной коры и в бронзовом барельефе на фронтоне здания института.

## Основные работы
- Мезозойские и кайнозойские впадины Прибайкалья. — М.; Л., 1960. 237 с.
- Геологическое описание Санного Мыса: Прил. к отчету о раскопках в Бурятской АССР в 1968 г. // Материалы полевых исследований Дальневосточной археологической экспедиции. — Новосибирск, 1971. Вып. 2. С. 84—86.
- Проблемы прикладной геоморфологии: (История развития рельефа Сибири и Дальнего Востока). — М., 1976. 224 с.
- Байкальская рифтовая зона и другие зоны континентального рифтогенеза // Фундаментальные исследования. Науки о Земле. 1977. С. 108—113 (в соавт.).
- Байкал — окно в недра Земли // Природа. 1979. С. 70—80 (в соавт.).
- Флоренсов Н. А. Скульптуры земной поверхности. — М.: Наука, 1983. — 176, [8] с. — (Человек и окружающая среда). — 11 900 экз.

- Флоренсов Н. А. Троянская война и поэмы Гомера. — М.: Наука, 1991. — 144 с. — ISBN 5-02-003886-5.